# Claude Leteurtre
Pour les articles homonymes, voir Leteurtre (homonymie).
Claude Leteurtre, né le 30 décembre 1940 à Donville-les-Bains (Manche), est un homme politique français.

## Biographie
Chirurgien orthopédiste, il est élu maire de Falaise en 1989 après un mandat comme adjoint, et entre au conseil général du Calvados en 1992, dont il devient vice-président. 
Il est élu pour la première fois député le 16 juin 2002, pour la XIIe législature (2002-2007), dans la 3e circonscription du Calvados, succédant ainsi à la député socialiste Yvette Roudy, après avoir récolté 56,21 % des voix au second tour contre 43,79 % pour la socialiste Clotilde Valter, et démissionne du conseil général. Réélu conseiller général en 2005, il laisse la mairie de Falaise. Après avoir siégé au sein du groupe UDF à l'Assemblée nationale, il se présente aux élections législatives de 2007 sous l'étiquette du Parti social libéral européen (PSLE).
Soutien de François Bayrou lors du premier tour de l'élection présidentielle de 2007, il rejoint le groupe de députés UDF qui appelle à voter pour Nicolas Sarkozy au second tour du scrutin. Candidat de la majorité présidentielle à sa réélection dans la troisième circonscription du Calvados, contre Éric Lehéricy et Clotilde Valter, il est réélu à l'Assemblée nationale, où il siège à la commission des affaires culturelles, familiales et sociales et à l'office parlementaire d'évaluation des choix scientifiques et technologiques.
Candidat à sa propre succession en 2012, il est alors battu au second tour par la socialiste Clotilde Valter, avec 51,2% des voix.
En mars 2015, il est élu conseiller départemental du canton de Falaise en tandem avec Clara Dewaële-Canouel,. Ils ont pour suppléants Maryvonne Guibout et Éric Macé.

## Mandats
- 20/03/1989 - 18/06/1995 : Maire de Falaise
- 19/06/1995 - 18/03/2001 : Maire de Falaise
- 19/03/2001 - 04/04/2005 : Maire de Falaise
- 30/03/1992 - 22/03/1998 : Vice-président du conseil général du Calvados
- 23/03/1998 - 15/07/2002 : Vice-président du conseil général du Calvados
- 19/06/2002 - 19/06/2007 : Député du Calvados
- 03/04/2005 - 16/03/2008 : Membre du conseil général du Calvados
- 03/04/2005 - ? : vice-président du conseil général du Calvados
- 20/06/2007 - 19/06/2012 : Député du Calvados